# Capitan Mutanda e il ritorno del professor Pannolino
Capitan Mutanda e il ritorno del professor Pannolino (in originale Captain Underpants and the Perilous Plot of Professor Poopypants) è il quarto capitolo della serie per ragazzi dedicata a Capitan Mutanda, scritta e disegnata da Dav Pilkey.

## Trama
P. P. Pannolino (Pippy P. Poopypants nell'originale) è un geniale scienziato e creatore di rivoluzionarie invenzioni. Peccato che, a causa del suo nome, nessuno lo prenda sul serio. Deriso dall'intero mondo scientifico, decide di accettare un impiego come insegnante nella scuola elementare Stanlio e Ollio, ma con i bambini le cose non vanno affatto meglio: il professore continua ad essere bersaglio di crudeli battute. Un fumetto disegnato da George e Harold, in cui viene ancora messo alla berlina a causa del suo nome, è la goccia che fa traboccare il vaso, ma anche l'ispirazione per la sua vendetta. Il professor Pannolino quindi decide di utilizzare le sue invenzioni per conquistare il mondo e costringere tutti quanti ad adottare un nuovo ridicolo nome scelto da lui. Ancora una volta sarà compito di Capitan Mutanda sventare la minaccia.